# Hallingdal tingrett
Hallingdal tingrett is een tingrett (kantongerecht) in de Noorse fylke Buskerud. Het gerecht is gevestigd in Nesbyen.  
Het gerechtsgebied omvat de gemeenten Flå, Nesbyen, Gol, Hemsedal, Ål en Hol. Het gerecht maakt deel uit van het ressort van Borgarting lagmannsrett. In zaken waarbij beroep is ingesteld tegen een uitspraak van Hallingdal zal de zitting van het lagmannsrett meestal worden gehouden in Drammen.